# Breakin’ Away
Breakin’ Away – album studyjny Ala Jarreau, wydany w 1981 roku nakładem Warner Bros..
Album doszedł do 1. miejsca na liście Top R&B/Hip-Hop Albums tygodnika Billboard. 
W 1981 roku zdobył nagrodę Grammy w kategorii: Best Pop Vocal Performance, Male, natomiast utwór „Blue Rondo A La Turk” – nagrodę w kategorii: Best Jazz Vocal Performance, Male. 
28 października 1981 roku zdobył certyfikat złotej, a 1 października 1982 roku – platynowej płyty w Stanach Zjednoczonych.

## Album

### Muzyka
Album Breakin’ Away zawiera utwory będące nowatorską mieszanką jazzu i popowych piosenek inspirowanych rhythm and bluesem. Al Jarreau dał się tu poznać szerszej publiczności jako artysta śpiewający scatem i obdarzony zdolnością do naśladowania różnych instrumentów. Breakin’ Away był czwartym i najbardziej udanym albumem Ala Jarreau zrealizowanym dla wytwórni Warner Bros., zarówno pod względem artystycznym, jak i komercyjnym. Zawierał przebojowe single „We're In This Love Together” i „Roof Garden”, przyniósł Jarreau dwie nagrody Grammy podczas ceremonii ich wręczania w 1982 roku. Stał się standardowym nośnikiem popu i R&B z Los Angeles wywierając wpływ na liczne późniejsze dokonania artysty. 

### Lista utworów
Lista i informacje według Discogs:

#### Strona 1
| Nr | Tytuł utworu                  | Autorzy                                   | Długość |
| -- | ----------------------------- | ----------------------------------------- | ------- |
| 1. | „Closer To Your Love”         | Al Jarreau, Jay Graydon, Tom Canning      | 3:54    |
| 2. | „My Old Friend”               | John Lang (2), Richard Page, Steve George | 4:26    |
| 3. | „We're In This Love Together” | Keith Stegall, Roger Murrah               | 3:44    |
| 4. | „Easy”                        | Al Jarreau, Jay Graydon, Tom Canning      | 5:23    |
| 5. | „Our Love”                    | Al Jarreau, Jay Graydon, Tom Canning      | 3:53    |
|    |                               |                                           | 21:20   |

#### Strona 2
| Nr | Tytuł utworu                                 | Autorzy                                   | Długość |
| -- | -------------------------------------------- | ----------------------------------------- | ------- |
| 1. | „Breakin' Away”                              | Al Jarreau, Jay Graydon, Tom Canning      | 4:12    |
| 2. | „Roof Garden”                                | Al Jarreau, Jay Graydon, Tom Canning      | 6:19    |
| 3. | „(Round, Round, Round) Blue Rondo A La Turk” | A. Jarreau – tekst, Dave Brubeck – muzyka | 4:44    |
| 4. | „Teach Me Tonight”                           | Gene De Paul, Sammy Cahn                  | 4:13    |
|    |                                              |                                           | 19:28   |

### Muzycy
Zestawienie według AllMusic:
- Abraham Laboriel, Sr. – basista
- Al Jarreau – kompozytor, aranżer, śpiew
- Chuck Findley – trąbka
- Bob Zimmitti – instrumenty perkusyjne
- David Foster – pianino Fender Rhodes, fortepian, syntezator, aranżacje na smyczki (gościnnie)
- Dean Parks – gitara elektryczna
- George Duke – pianino Fender Rhodes
- Jay Graydon – kompozytor, inżynier dźwięku, gitara elektryczna, syntezator, producent muzyczny, aranżacje rytmiczne i wokalne
- Jeff Porcaro – perkusja
- Jerry Hey – skrzydłówka, aranżacje na róg, trąbka
- Lon Price – saksofon altowy
- Larry Williams – syntezator
- Michael Boddicker – syntezator
- Michael Omartian – pianino Fender Rhodes, syntezator
- Miłczo Lewiew – keyboardy, fortepian, aranżacje rytmiczne
- Neil Stubenhaus – basista
- Peter Robinson – syntezator
- Steve Gadd – perkusja (gościnnie)
- Steve Lukather – gitara elektryczna (gościnnie)
- Tom Canning – kompozytor, pianino Fender Rhodes, fortepian, syntezator, producent muzyczny, aranżacje rytmiczne i wokalne
- Tom Scott – róg (gościnnie)
- William Frank "Bill" Reichenbach Jr. – puzon
- Bill Champlin, Richard Page, Steve George – chórki

### Personel techniczny
Zestawienie według AllMusic:
- Bernie Grundman – mastering
- Billy Byers – aranżacje na smyczki
- Christine Sauers – kierownictwo artystyczne, design
- Csaba Petocz – inżynier dźwięku
- Debbie Thompson – inżynier dźwięku
- Humberto Gatica – inżynier dźwięku
- Joe Bogan – inżynier dźwięku
- Lawrence Brown – inżynier dźwięku
- Mikey Davis – inżynier dźwięku

## Listy tygodniowe
| Kraj              | Lista                            | Pozycja |
| ----------------- | -------------------------------- | ------- |
| Holandia          | Dutch Album Top 100              | 3       |
| Norwegia          | VG-lista                         | 9       |
| Nowa Zelandia     | Official New Zealand Music Chart | 36      |
| Stany Zjednoczone | Billboard 200                    | 9       |
| Stany Zjednoczone | Top R&B/Hip-Hop Albums           | 1       |
| Stany Zjednoczone | Traditional Jazz Albums          | 23      |